# Belemnitella
Belemnitella (лат.) — род белемнитов из верхнего мела (85,8—66,0 млн лет назад), обитавших на территории  Европы и Северной Америки.
Кальмароподобное животное, вероятно, связанное с предками современных кальмаров и каракатиц. Обладал внутренней раковиной. Характерной чертой является щель на вентральной поверхности ростра. Фрагмокон — поверхностная скульптура ростра (отпечатки сосудов, бугорки-впадинки) — на конце имел небольшой протоконх (зародошевую раковину).
Ростр имел длину от 4 до 9 см и диаметр от 4 мм до 2 см. Наиболее крупные экземпляры ростра достигали 12 см длины. Длина живой особи от конца ростра до конца щупалец составляла от 5 до 15 см.
Представители Belemnitella были нектонными хищниками, которые группировались в небольшие стаи.